# Ernest Thomas Gilliard
Ernest Thomas Gilliard (York, Pensilvania, 23 de noviembre de 1912-Nueva York, 26 de enero de 1965) fue un ornitólogo, explorador y conservador estadounidense, que lideró o participó de numerosas expediciones ornitológicas, especialmente a Sudamérica y Nueva Guinea.
En 1932, comenzó una asociación de por vida con el Museo Americano de Historia Natural (AMNH) en la ciudad de Nueva York trabajando allí como voluntario. En 1933, fue empleado allí como asistente y posteriormente pasó por toda la gama de ascensos, para convertirse en Curador de Aves en 1963, muriendo inesperadamente en el cargo dos años más tarde, a los 53 años, de un repentino ataque al corazón.
Durante la década de 1930, Gilliard estuvo involucrado en expediciones a Quebec, Terranova y a Venezuela. Y, en los 1940s a Brasil, las Filipinas y Nueva Guinea. En la década de 1950, participó en más expediciones, no solo a Nueva Guinea, sino también a Nepal y a las Indias Occidentales; estudiando especialmente sus aves del paraíso y ptilonorrínquidos, dirigiendo allí, un total de cinco expediciones, su última en 1964.
Además de numerosos artículos en las publicaciones científicas de AMNH, escribió muchos artículos ilustrados para Natural History y para National Geographic Magazine. 
Publicó Living Birds of the World (1958), Birds of Paradise and Bower Birds (1969), y coautor (con Austin L. Rand) del Handbook of New Guinea Birds (1967). 
Gilliard fue un experto fotógrafo y cinematografista; participando en la realización del documental Search for Paradise (1957), dirigido por Otto Lang.

## Obra

### Algunas publicaciones
- Living Birds of the World, Doubleday, 1975, ISBN 978-0-385-06871-0
- Birds of Paradise and Bower Birds, The World Naturalist, 1966
- National Audubon Society Nature Program: Birds of the South Pacific, Nelson Doubleday, 1956
- The birds of Mt. Auyan-Tepui, Venezuela, Am. Museum of Natural History, 1941
- On the breeding behavior of the cock-of-the-rock (Aves, Rupicola rupicola), Am. Museum of Natural History, 1962
- Game birds of the world (Nature program), N. Doubleday, 1958
- Living Birds of the West, Doubleday, 1958
- Results of the 1958–1959 Gilliard New Britain Expedition, Am. Museum of Natural History, 1967
- Annotated list of birds of the Adelbert Mountains, New Guinea, Am. Museum of Natural History, 1967
- Birds of the South Pacific, Doubleday, 1956
- A comparative analysis of courtship movements in closely allied bowerbirds of the genus Chlamydera, Am. Museum of Natural History, 1959
- The ecology of hybridization in New Guinea honeyeaters (Aves), Am. Museum of Natural History, 1959
- A new puff-bird from Colombia, Am. Museum of Natural History, 1949
- Birds of the middle Sepik region, New Guinea: Results of the Am. Museum of Natural History expedition to New Guinea in 1953–1954, Am. Museum of Natural History, 1966
- Notes on a Collection of Birds from Bataan, Luzon, Philippine Islands, Am. Museum of Natural History, 1950
- Four new birds from the mountains of central New Guinea, Am. Museum of Natural History, 1961
- A study of the coleto or bald starling (Sarcops calvus), Am. Museum of Natural History, 1949
- To the land of the head-hunters: An ornithologist finds bird rarities and glimpses a dying culture in innermost New Guinea, National Geographic Society, 1955
- Birds of the Victor Emanuel and Hindenburg Mountains, New Guine, Am. Museum of Natural History, 1961
- Birds of the Schrader Mountain region, New Guinea: Results of the American Museum of Natural History expedition to New Guinea in 1964, Am. Museum of Natural History, 1968
- Exploring New Britain's land of fire, National Geographic Society, 1961
- Notes on the courtship behavior of the blue-backed manakin (Chiroxiphia pareola), Am. Museum of Natural History, 1959
- The courtship behavior of Sanford's bowerbird (Archboldia sanfordi), Am. Museum of Natural History, 1959
- New Guinea's Paradise of Birds, National Geographic Society, 1958
- The systematics of the New Guinea manucode, Manucodia ater, Am. Museum of Natural History, 1956
- Notes on some birds of northern Venezuela, Am. Museum of Natural History, 1959
- A new race of Grallaria excelsa from Venezuela, Am. Museum of Natural History, 1939
- Ernest Thomas Gilliard, Georg Steinbacher: Knaurs Tierreich in Farben, Droemer Knaur, 1969
- Austin Loomer Rand, Ernest Thomas Gilliard: Handbook of New Guinea birds, Weidenfeld & Nicolson, 1967
- Ernst Mayr, Ernest Thomas Gilliard: Birds of central New Guinea, Am. Museum of Natural History, 1954
- William Henry Phelps, Ernest Thomas Gilliard: Six new birds from the Perijá Mountains of Venezuela, Am. Museum novitates; no. 1100, 1940
- William Henry Phelps, Ernest Thomas Gilliard: Seventeen new birds from Venezuela, Am. Museum novitates; no. 1153, 1941

## Abreviatura (zoología)
La abreviatura Gilliard  se emplea para indicar a Ernest Thomas Gilliard como autoridad en la descripción y taxonomía en zoología.